# Китовий заказник Південного океану
Китовий заказник Південного океану — територія площею 50 млн км2 навколо Антарктиди, де Міжнародна китобійна комісія заборонила всі види комерційного китобійного промислу На сьогодні існує два таких заказники, другий — Китовий заказник Індійського океану.

## Площа
Північна межа заказника пролягає по широті 40°S, в Індійському океані два заказники дотикаються по 55-й паралелі, а вздовж Південної Америки, вглиб Тихого океану, межа проходить по широті 60°S.

## Історія
Китовий заказник Південного океану був створений Міжнародною китобійною комісією в 1994 р. Угоду підписали 23 країни, в той час, як Японія висловила супротив.
МКК переглядає статус заказника та фіксує зміни кожні 10 років. Під час засідання 2004 року Японія винесла на голосування пропозицію позбавити територію заповідного статусу, але не вдалось набрати необхідних 75 % голосів (25 проголосували «за», 30 — «проти», і 2 утрималися).

## Суперечки та правозастосування
Попри заборону комерційного полювання на китів у південно-океанському заказнику, Японський Інститут вивчення китоподібних (ІВК) продовжив полювати на китів у межах заказника, посилаючись на положення статуту МКК, які дозволяють займатись китобоєм з метою наукових досліджень. Японія аргументувала свою позицію щодо полювання на китів тим, що не всім їх видам загрожує винищення, беручи за приклад великого смугача. Товариство охорони морської фауни та інші організації охорони природи стверджують, що Японія порушує статут МКК, а самопроголошена країною річна квота на полювання в розмірі 1000 китів насправді не є науковою діяльністю, а лише слугує прикриттям комерційного китобою. Адже м'ясо китів, так чи інакше, потрапляє на японські ринки.
У відкритому листі до японського уряду, опублікованому в 2002 році в Нью-Йорк тайміс за підтримки Всесвітнього фонду дикої природи (WWF), 21 вчений заявив, що японська програма «вивчення» китів не відповідає мінімальним критеріям науковості. Вони були «стурбовані тим, що японський китобійний процес не може привести до важливих наукових відкриттів у китознавстві; що Японія відмовляється надавати здобуту інформацію на незалежний розгляд; що її дослідницька програма не базується на гіпотезах, які можна перевірити, або інших оціночних показниках, відповідних до наукових стандартів». Вони звинуватили Японію у тому, що вона «видає таку діяльність за науку, щоб ухилитися від своїх зобов'язань перед світовою спільнотою».
Австралійська делегація МКК наполягала на скасуванні положення, що допускало науковий вилов китів, але безрезультатно.
Тим часом, Японія офіційно заперечила, що регламент заказника не поширюється на вилов смугачів у межах цієї заповідної зони. Позиціюючи дії японського китобійного флоту як незаконні, Товариство охорони морської фауни протидіяло японським суднам, задіяним у щорічних полюваннях та намагалося зупинити або ж обмежити китобійний промисел. Інститут вивчення китоподібних назвав методи активістів піратством, залякуванням та незаконними утисками. Критики ж інституту зазначають, що сучасні наукові досягнення дозволяють використовувати нелетальні методи дослідження китоподібних, такі як біопсія або ДНК-аналіз китового калу для вивчення їх раціону.
В сезон 2010—2011 китового промислу Товариство охорони морської фауни змусило ІВК припинити свою діяльність. В той період інститут виловив 172 особини китів (п'яту частину своєї сезонної квоти). Тоді ІВК відрядив свій флот на китобій у північно-західній частині Тихого океану з квотою на 260 особин, зокрема й 100 смугачів.

## Суперечка щодо законності
Японія стверджувала, що створення Китового заказника Південного океану — незаконне, оскільки суперечило Міжнародній конвенції про регулювання китобійного промислу (МКРКП), яка є фундаментом діяльності Міжнародної китобійної комісії.
Цю думку рішуче підтримав професор Вашингтонського університету У. Т. Бьорк, у праці, зареєстрованій під номером МКК/48/33. Він посилається на статтю 5 (2) МКРКП, де зазначено, що створення будь-якого заказника повинно «базуватися на наукових висновках» та «враховувати інтереси споживачів китової продукції та галузі китобійного господарства».
Професор Північно-Західного юридичного факультету коледжу Льюїса та Кларка, Кріс Уолд навпаки стверджував, що МКК не повинна задовольняти одразу дві цілі — збереження природи та претензії китобійного промислу МКРКП. Його підтримав Александр Гіллзпай, професор права університету Вайкато. У своїй книзі «Китобійна дипломатія» (2006 р) він обґрунтував, що формулювання «найкращі інтереси галузі китобійного промислу» має застосовуватись лише в контексті комерційної неспоживчої діяльності (наприклад, спостереження за китами).
Оскільки Міжнародна китобійна комісія не розробила процедуру врегулювання такого виду суперечок, Японія попросила направити цю справу на експертизу до відповідного юридичного органу. Більшість членів МКК відхилили цю пропозицію.

### Провадження у Міжнародному суді
31 травня 2010 року уряд Австралії порушив офіційне провадження проти Японії в Міжнародному суді в Гаазі. У спільній заяві міністрів уряд заявив, що це рішення далось не просто.
5 січня 2011 р. через дипломатичні канали США просочилась інформація, що позов Австралії проти японського китобійного промислу був зумовлений потужним внутрішнім політичним тиском. Австралійські урядові радники песимістично оцінювали перспективи успіху в Міжнародному суді. У своїх доповідях у Вашингтоні Посольство США повідомляло, що урядовці Австралії не вірили в здатність Міжнародного суду повністю зупинити полювання на китів, проте Суд міг внести поправки, які б ускладнили цю діяльність". Австралійська громадськість цілковито підтримала намагання уряду зупинити японський китобійний промисел, попри ризик зіпсувати торгові відносини. 6 лютого 2013 року уряд Нової Зеландії подав до міжнародного суду «Декларацію про вступ у справу» . В ній зазначалось, що Японія не має права на особливий дозвіл, який допускає вилов китів у наукових цілях.
У результаті суд таки розглянув позов австралійського уряду за 2010 рік. Слухання тривали з 26 червня 2013 року по 6 липня 2013 року. У своєму зверненні до міжнародного суду, австралійський уряд заявив, що Японія «порушила та продовжує порушувати» свої зобов'язання, обумовленні міжнародною конвенцією. До того ж, Японія відмовилася прийняти рекомендації Міжнародної китобійної комісії. Генеральний прокурор Австралії Джастін Глісон відстоював позицію країни в суді.
Колегія міжнародного суду, що складалась із 16 суддів, винесла рішення. Ротвелл заявив, що «це складна справа, яка залучає нові, безпрецедентні в історії Міжнародного суду юридичні аспекти».
Тоні Пресс, генеральний директор Антарктичного науково-дослідницького центру з клімату та екосистем при Університеті Тасманії, надавав щотижневі звіти про перебіг цієї справи у медіа-мережі The Conversation Australia. Після другого тижня Пресс повідомив, що Японія певним чином сформулювала свої наміри щодо Південного океану, і звучать вони як «належне зберігання популяції китів та, отже, забезпечення розвитку галузі китобійного промислу». Японія пояснила, що вбивати китів потрібно для отримання певного типу інформації, наприклад, збору вушних пробок для визначення віку кита. Протягом другого тижня Японія представила професора Ларса Уолле з Університету Осло та колишнього члена Міжнародної китобійної комісії в якості свого єдиного експерта-свідка.
Протягом тижня, від початку 8 липня 2013 року, Нова Зеландія виступила з інтервенцією, в якій розповіла про походження Китобійної конвенції 1946 р., а генеральний прокурор Австралії Марк Дрейфус запевнив, що австралійці не змовились із Новою Зеландією щодо своїх позовів до Міжнародного суду. Головним аргументом Дрейфуса стало те, що Австралія жертвує дружбою з Японією заради цієї судової справи, він заявив: «Австралія шанобливо просить Міжнародний суд покласти край китобійному промислу Японії».
Засідання Міжнародного суду завершилось 16 липня 2013 року. У підсумковому виступі японської сторони професор Пайам Ахаван з Гарвардського університету заявив: «Не було б перебільшенням сказати, що справа Австралії висить на волосині».
31 березня 2014 року Міжнародний суд ухвалив рішення, що Японську китобійну програму JARPA II "загалом можна охарактеризувати як «наукову діяльність», проте вона не виконує три положення з додатку до Міжнародної конвенції з регулювання китобійного промислу. Суд постановив, що «Японія позбавляється будь-яких існуючих дозволів, допусків чи ліцензій на вбивство, вилов китів чи взаємодію з ними в межах програми JARPA II та утримується від надання будь-яких дозволів на продовження цієї програми у майбутньому відповідно до пункту 1 статті VIII Конвенції». Суд погодився з Австралією, що кількість японських науково-дослідних публікацій не відповідає кількості вбитих тварин. Два колишні міністри охорони навколишнього середовища Австралії зустріли це рішення аплодисментами та висловили сподівання, що Японія дотримуватиметься постанови, адже вирок Міжнародного суду у цьому контексті є остаточним та безапеляційним; Японія оголосила, що буде дотримуватися цієї постанови.